# 快僧のざらし
『快僧のざらし』（かいそうのざらし）は、山上たつひこによるギャグ漫画作品。

## 概要
『月刊少年チャンピオン』（秋田書店）にて連載された。単行本は秋田書店より刊行され、爆笑コミックスに分類された。第1巻の初版は、1976年（昭和51年）5月25日に発行されている。全3巻。
架空の寺である昇天寺を舞台に、のざらし・陽念・陰念の3人の修行僧が引き起こす騒動を描いた一話完結式のギャグ漫画である。
2巻と3巻の巻末に記載されている単行本のキャッチコピーは「こまわり君をしのぐ人気!! 仏様もまっ青のアイドル・快僧のざらしが大活躍する爆笑コミックス」である。
『がきデカ』とほぼ同時期に連載されていたため、ボケ・ツッコミ役が固定されていたり、一発ギャグが多いなどの類似点が見受けられる。ただ「地獄!」「昇天!」などの一発ギャグは一般に普及することはなかった。

## 登場人物

### 修行僧たち
のざらし
主人公。しもぶくれの顔。太い眉。大きく丸い目。大きな口が特徴。「荒々しい男の海ごっこ」「動くと出血するわごっこ」などの遊びを考案する。歌がうまく、タレント事務所からスカウトが来たこともある(但し幽霊から)。十字架を見ると体が痺れる。
陽念
細身。修行僧の中で唯一剃髪していない。銭湯の柱につけられた傷より、21歳と推測される。「何の前触れもなく恐ろしいことをする」「油断もすきもないやつ」とみんなに言われている。ラーメンを作るのがうまい。ガマガエルには強いがなめくじに弱い。
陰念
がっしりとした体格。突き出した唇とたれ目が特徴。3人組の中では常識人であり、3人で行動するときはだいたいツッコミ役となる。なめくじに強いが蛇に弱い。
秀念
容姿端麗で頭脳明晰。ほぼツッコミ役。さつきと仲がいい。留守役を任されており、全員で外出する時には登場しない。
愛念
愛くるしい黒目が特徴。和尚に可愛がられている。
そのほかに、昇天寺始まって以来の秀才といわれる連休という修行僧が、1回だけ登場している。

### その他
和尚
昇天寺の管長。博識。普段は真面目だが、悪ノリしやすいのが玉に瑕。のざらしたち3人組の最大の被害者である。手術の心得があり、銀行強盗の治療をしたこともある。「強力（ごうりき）封じ」という、力を封印する術を持っている。蛇に強いがガマガエルに弱い。
さつき
ヒロイン。和尚の一人娘。中学生。